# سویاتوسلاو سمنوف
سویاتوسلاو سمنوف (روسی: Святослав Семёнов؛ زادهٔ ۲ فوریهٔ ۱۹۶۲) ورزشکار ورزش شنا اهل اتحاد جماهیر شوروی سوسیالیستی است.
وی در مسابقات کشوری و بین‌المللی در مجموع برندهٔ ۳ مدال نقره، ۳ مدال برنز شده‌است.